# NGC 972
NGC 972 (również PGC 9788 lub UGC 2045) – galaktyka spiralna (Sab), znajdująca się w gwiazdozbiorze Barana. Odkrył ją William Herschel 11 września 1784 roku. Jest zaliczana do radiogalaktyk.